# Куниц, Стэнли
 Стэнли Куниц (англ. Stanley Jasspon Kunitz — Стэнли Джаспон Куниц, 29 июля 1905, Вустер, Массачусетс, США — 14 мая 2006, Нью-Йорк, США) — американский поэт, критик, редактор. Поэт-лауреат США 2000 года.

## Биография
Стэнли Куниц родился в семье еврейских иммигрантов Соломона Куница (англ. Solomon Z. Kunitz) и Хелен Яспон (англ. Yetta Helen Jasspon) из местечка Ясвойни Ковенской гунернии (ныне Литва). С отличием окончил Гарвардский университет в 1926 году. Дебютировал сборником стихов «Интеллектуальные вещи», но первое признание принесла редакторская деятельность. Стэнли Кьюниц составил справочные издания «Современные писатели» (Living Authors, 1931), «Писатели сегодня и вчера» (Authors Today and Yesterday, 1933), «Английские писатели XIX века» (British Authors of the Nineteenth Century, 1936), «Американские писатели: 1600—1900» (American Authors: 1600—1900, 1938), «Писатели XX века» (Twentieth Century Authors, 1942).
В 1943 году он был призван в Армию, после службы занимался преподавательской деятельностью; преподавал в Университете Вашингтона, в Колумбийском Университете и др.
Книга стихов «Избранные стихи», изданная в 1958 году, принесла Кьюницу известность как поэту и была удостоена Пулитцеровской премии.
В 1967 году  Кьюниц побывал в СССР. Он перевел стихи А. Ахматовой, А. Вознесенского, Е. Евтушенко. Поэт был среди основоположников движения против войны во Вьетнаме.
С 1969 года он редактирует серию «Молодые голоса», издаваемой Йельским университетом. С 1974 года Стэнли Кьюниц — консультант по поэзии в Библиотеке Конгресса. Одна из основных критических работ Кьюница — это книга эссе о видных американских поэтах «Не то порядок, не то безумство» (A Kind of Order. A Kind of Folly, 1957).
Стихи Стэнли Кьюница были переведены на множество языков, включая русский, голландский, шведский, македонский, французский, японский, арабский и др.

### Поэтические книги
- Повестка на фронт (1940);
- Избранные стихотворения. 1928—1958 (1958);
- Древо испытаний (1971);
- Роковой порог (1974);
- Одежда без швов (1974).

### Литературоведческие работы
- Современные писатели (1931)
- Писатели сегодня и вчера (1933)
- Английские писатели XIX века (1936)
- Американские писатели: 1600—1900 (1938)
- Писатели XX века (1942)
- Английские писатели до 1800 г. (1952)
- Европейские писатели: 1000—1900 (1967)
- Не то порядок, не то безумство. Эссе об американских поэтах (1975)

### Переводы на русский
- Кьюниц С. Стихи (Перевод с английского А. Сергеева) // Современная американская поэзия: Антология. – М.: Прогресс, 1975. – С. 351–356. pdf